# 101 Piscium
101 Piscium, som är stjärnans Flamsteed-beteckning, är en ensam stjärna i den mellersta delen av stjärnbilden Fiskarna och med variabelbeteckningen NSV 559. Den har en skenbar magnitud på ca 6,23 och är mycket svagt synlig för blotta ögat där ljusföroreningar ej förekommer. Baserat på parallaxmätning inom Hipparcosuppdraget på ca 2,3 mas, beräknas den befinna sig på ett avstånd på ca 1 400 ljusår (ca 430 parsek) från solen. Den rör sig närmare solen med en heliocentrisk radialhastighet på ca -10 km/s.

## Egenskaper
101 Piscium är en blå till vit jättestjärna av spektralklass, B9.5 III som har förbrukat förrådet av väte i dess kärna och utvecklats bort från huvudserien. Den har en massa som är ca 4,5 gånger solens massa, en radie som är ca 3,6 gånger större än solens och utsänder ca 1 000 gånger mera energi än solen från dess fotosfär vid en effektiv temperatur på ca 10 500 K.
101 Piscium är en misstänkt variabel som har visuell magnitud +6,22 och varierar utan någon fastställd amplitud eller periodicitet. Stjärnan roterar snabbt med en projicerad rotationshastighet på 246 km/s, att jämföra med en kritisk hastighet på 270 km/s.